# Astérix aux Jeux olympiques (film)
Pour l’article homonyme, voir Astérix aux Jeux olympiques.
Série Astérix et Obélix
Astérix et Obélix : Mission Cléopâtre
(2002) Astérix et Obélix : Au service de Sa Majesté
(2012)
Pour plus de détails, voir Fiche technique et Distribution.
Astérix aux Jeux olympiques est un film franco-germano-hispano-italien réalisé par Frédéric Forestier et Thomas Langmann, sorti en 2008.
Le film suit Astérix et Obélix qui doivent remporter les Jeux olympiques pour permettre au jeune Gaulois Alafolix d'épouser la Princesse Irina et lutter contre le terrible Brutus qui veut, lui aussi, la main d'Irina. Après plusieurs épreuves Brutus et Alafolix doivent s'affronter dans une course de chars pour savoir qui gagnera la main d'Irina. Brutus gagne, mais Astérix accuse le fils de Jules César d'avoir bu de la potion magique, ainsi que ses chevaux. En montrant que Brutus et ses chevaux ont la langue bleue à cause d'un colorant incorporé à la potion magique par Panoramix, la situation se renverse et Alafolix est déclaré vainqueur de cette épreuve. Ils se marient et un grand banquet est organisé pour les noces, sous le ciel étoilé.
Inspiré de la bande dessinée homonyme de René Goscinny et Albert Uderzo, il est sorti en France le 30 janvier 2008 et vendu dans plus de 60 pays, il est également sorti sur plus de 6 000 écrans en Europe.
Astérix aux Jeux olympiques est la troisième adaptation cinématographique, après Astérix et Obélix contre César et Astérix et Obélix : Mission Cléopâtre, des aventures d'Astérix. Le film raconte les aventures d'Astérix et Obélix affrontant Brutus, fils de Jules César, aux Jeux olympiques, afin de permettre à Alafolix d'épouser la Princesse Irina.

## Synopsis
Dans le village armoricain, un poète gaulois nommé Alafolix envoie un poème à sa bien-aimée, la princesse Irina de Grèce, qui éprouve les mêmes sentiments. Celui-ci s'est même faufilé dans son palais en tant que serviteur pour la rencontrer, mais ils apprennent tous les deux que le roi Samagas a déjà promis la main de sa fille au fils de Jules César, Brutus, pour former une alliance avec Rome. Quand Brutus arrive au palais pour offrir une statue de lui avec Irina comme cadeau de fiançailles, Alafolix se montre, révèle être le poète d'Irina et jure de prouver son amour pour elle en remportant les jeux olympiques. La princesse accepte d’offrir sa main au vainqueur. Le roi est contraint d’accepter sa décision mais décide de jeter Alafolix dehors.
Alors qu'Astérix et Obélix se promènent pour chasser du sangliers, ils croisent la route de l'athlète romain Claudius Cornedurus, qui s’entraîne pour les jeux. Les deux gaulois l’intimident en lui montrant leur force et leur vitesse améliorées grâce à la potion magique. À Rome, Brutus rapporte la nouvelle à César et lui annonce qu'il veut participer aux Jeux Olympiques pour se marier avec Irina. Son père n’apprécie pas l’idée, mais il accepte malgré tout. Avant de partir, Brutus offre une olive à son père mais César se méfie des cadeaux de Brutus car ce sont des tentatives d’assassinat et décide de la donner à son guépard qui meurt en la mangeant.
Au village gaulois, Alafolix annonce la nouvelle, mais celui-ci craint de ne pas pouvoir y participer, parce que le village ne fait pas partie de la province romaine. Or, Astérix prétend le contraire en disant que la Gaule a été conquise par César, ce qui les autorise à participer. Dans le camp d'entraînement, Brutus rêve de devenir le nouveau César au lieu de s'entraîner comme les autres sportifs, puis se rend chez Docteurmabus pour trouver une autre solution pour assassiner son père. Il fait appel à son assistant Couverdepus qui lui remet des sels de bain, mais son plan échoue lorsque César demande à un goûteur de l'utiliser.
Alafolix se rend à Olympie avec Astérix, Obélix, Idéfix, Panoramix et Assurancetourix, sans le savoir, pour inscrire leur équipe. Une fois l'ouverture des jeux, Brutus utilise une potion de Docteurmabus pour obtenir une musculation monstrueuse pour le lancer du javelot, mais durant son lancer, le javelot lui perce le genou qui se dégonfle et le fait voler pour atterrir jusqu’à la terrasse de César en faisant rire le public. Pour le lancer du disque et de poids, Astérix et Obélix triomphent grâce à la potion pendant qu'Assurancetourix joue les spectateurs aux côtés du barde Francix Lalanix qui est fan de lui. Dans les vestiaires, Cornedurus informe Brutus que les Gaulois utilisent de la potion pour gagner les épreuves. Brutus s’en sert pour annoncer la tricherie des Gaulois qui sont obligés de passer le test du coléoptère qui consiste à souffler dans des insectes pour dépister un dopage. Celui-ci est positif : les Gaulois sont disqualifiés et Obélix est sorti de la compétition, car les effets de la potion sont permanents chez lui.
Brutus est convoqué par César qui est en colère après l'humiliation qu'il lui a fait subir et le menace de lui couper les vivres s'il ne remporte pas les Jeux. Pendant ce temps, Astérix change sa stratégie pour remporter les épreuves sans la potion en entraînant Alafolix. Dans la soirée, Alafolix retrouve Irina pour lui déclamer des poèmes d’amour qu'Obélix lui souffle, mais celui-ci est démasqué et la princesse profite de sa présence pour se laisser tomber de son balcon pour qu’il l’a rattrape afin de passer un moment romantique, pendant qu'Obélix aide Idéfix à séduire la chienne d'Irina. À leur retour, Obélix monte jusqu’à la chambre de la princesse pour leur faire une corde, mais Brutus débarque pour courtiser Irina et ensuite monte à la corde d’Obélix jusqu’à ce qu’il la lâche.
Le lendemain, Brutus convoque les juges dans ses quartiers pour leur offrir une grande quantité de pièces d'or pour les soudoyer, mais les juges refusent jusqu’à ce qu’ils changent d’avis après que Brutus les a menacés de les faire écarteler. Pour la lutte, Brutus sélectionne le combattant sauvage Humungus qui triomphe durant les deux combats, alors qu'Alafolix tombe dans les pommes en le voyant, ce qui attribue la victoire à Rome, par forfait. Pour le saut en longueur, Brutus utilise une perche pour atterrir le plus loin, mais les juges le déclarent quand même vainqueur comme pour la course de relais, lorsque Brutus quitte la piste pour couper par le milieu du stade afin d'atteindre la ligne d’arrivée en premier.
Lors de la cérémonie de remise des médailles, Astérix s'adresse à César devant le public pour dénoncer les méthodes ridicules de Brutus pour gagner. Pour défendre sa réputation, César remet les compteurs à zéro de toutes les équipes en promettant au public que la dernière épreuve se fera dans les règles et qu'elle élira le vainqueur des Jeux. Brutus échafaude un nouveau plan pour éliminer César avec l’aide de Couverdepus qui lui propose un miroir qui tire des flèches empoisonnées à tous ceux qui se regardent dans le reflet, mais César demande à un goûteur de le tester après qu’ils ont dit que c’était un cadeau, faisant échouer le plan.
Plus tard dans la soirée, Brutus et ses alliés se font passer pour des druides pour s'introduire dans le camp gaulois pour que Cornedurus, invisible, kidnappe Panoramix. Astérix et Obélix apprennent l’enlèvement et parviennent à le retrouver dans le camp de Brutus, où il comprennent qu’il veut utiliser la potion magique pour l’épreuve finale. Cependant, Astérix décide de la leur laisser.
Le lendemain, tous les coureurs se préparent pour la courses de chars, alors que Cornedurus force les juges à manger les coléoptères pour que Brutus ne soit pas dépisté. Lors du départ, Brutus fait éjecter ses concurrents égyptiens, grecs et hispaniques de la compétition avec la potion magique à l'exemption du Germain Schumix qui parvient à continuer grâce à des chevaux de secours, alors qu'Alafolix continue sur un autre char avec l’aide d’Asterix. Durant la course, Irina jette son écharpe sur Brutus, ce qui bloque sa tête sur sa roue. Cela permet à ses deux adversaires de le dépasser, mais Brutus décide de reprendre l’avantage en donnant de la potion magique à ses chevaux pour atteindre la ligne avant Alafolix.
Alors que Brutus célèbre sa victoire, Astérix annonce à tout le stade que Brutus a triché en utilisant la potion. Le Romain prétend le contraire. La princesse exige qu'il passe au test du coléoptère pour le prouver, mais on découvre que les insectes ont disparu. Astérix les informe qu'il avait prévu le coup et que Panoramix avait mis un colorant bleu dans leurs potions pour démasquer la tricherie. Une fois révélée, Alafolix est déclaré vainqueur, mais Brutus passe à la suite de son plan en encerclant César avec ses légionnaires, il ordonne d’attaquer son père mais personne ne fait quoi que ce soit alors que César s’avance vers Brutus pour le gifler. Obélix (qui avait entendu parler du complot dans les gradins) intervient lui aussi pour lui donner une claque surpuissante. Reconnaissant, César désigne les gaulois vainqueurs des Jeux Olympiques.
Alafolix et Irina se marient pendant la fête qui clôture les Jeux mais Astérix, Obélix et Panoramix retrouvent leur ami Numerobis durant la soirée où il essaye d'impressionner Madame Agecanonix avec un ballon, mais il se fait ridiculiser par la maîtrise du pied de son cousin Numérodis et la maîtrise de la main de Tonus Parker, alors qu'Assurancetourix et Lalanix sont ficelés et bâillonnés pour avoir voulu chanter.
En guise de punition, Brutus et ses alliés sont réduits à l'état d'esclaves dans la galère de César.

## Fiche technique
Sauf indication contraire, les informations mentionnées dans cette section peuvent être confirmées par la base de données cinématographiques IMDb,  présente dans la section « Liens externes ».
- Titre original : Astérix aux Jeux olympiques[3]
- Titre international : Asterix at the Olympic Games
- Réalisation : Frédéric Forestier et Thomas Langmann
- Scénario : Thomas Langmann, Olivier Dazat, Alexandre Charlot et Franck Magnier, adapté par Thomas Langmann, Alexandre Charlot et Franck Magnier, d'après la bande dessinée Astérix aux Jeux olympiques de René Goscinny et Albert Uderzo
- Musique : Frédéric Talgorn
- Direction artistique : Mathieu Junot
- Décors : Aline Bonetto
- Costumes : Madeline Fontaine
- Photographie : Thierry Arbogast
- Son : Jean-Paul Hurier, Marc Doisne, Carl Goetgheluck, Jean Goudier
- Montage : Yannick Kergoat, Vincent Tabaillon et Julien Rey
- Production : Thomas Langmann et Jérôme Seydoux
  - Production exécutive : Krishnan Jay et Jean-Louis Monthieux
  - Production déléguée : Jérôme Lateur
  - Production associée : Emmanuel Montamat et Antonio Mansilla
  - Coproduction : Jeremy Burdek, Nadia Khamlichi, Felipe Ortiz, Adrian Politowski, Bastien Sirodot et Gilles Waterkeyn
- Sociétés de production[4] :
  - France : Pathé Films, Pathé Renn Productions et La Petite Reine, en coproduction avec TF1 Films Production, avec la participation de Canal+, en association avec Les Éditions Albert René et Banque Populaire Images 7, avec le soutien du CNC
  - Belgique : uFilm et Umedia, avec le soutien de Tax Shelter du Gouvernement Fédéral Belge
  - Allemagne : en coproduction avec Constantin Film
  - Espagne : en coproduction avec TriPictures et SOROlla Films, avec la participation de Canal+ (Espagne)
  - Italie : en coproduction avec Novo RPI
- Société de distribution :
  - France : Pathé Distribution
  - Belgique : Alternative
  - Allemagne : Constantin Film Verleih
  - Italie : Warner Bros.
- Budget : 74 982 618 €[5]
- Pays de production :  France,  Allemagne,  Espagne,  Italie,  Belgique
- Langues originales : français et portugais
- Format[6] : couleur - 35 mm - 2,35:1 (Cinémascope) - son Dolby Digital
- Genre : comédie, aventures, action, fantastique
- Durée : 117 minutes[7]
- Dates de sortie[3] :
  - France, Belgique, Suisse romande : 30 janvier 2008[8],[9]
  - Allemagne : 31 janvier 2008
  - Espagne, Italie : 8 février 2008
  - Québec : 8 juillet 2008[10]
- Classification[11] :
  - France : tous publics (conseillé à partir de 8 ans)[12],[13]
  - Allemagne : enfants de 6 ans et plus (FSK 6)
  - Espagne : tous publics[14]
  - Italie : tous publics (T - film per tutti)[15]
  - Belgique : tous publics (Alle Leeftijden)[8]
  - Suisse romande : interdit aux moins de 7 ans[16]
  - Québec : tous publics (G - General Rating)[10]

## Distribution

### Gaulois
- Clovis Cornillac : Astérix
- Gérard Depardieu : Obélix
- Stéphane Rousseau : Alafolix
- Jean-Pierre Cassel : Panoramix
- Franck Dubosc : Assurancetourix
- Sim : Agecanonix
- Adriana Karembeu : Mme Agecanonix
- Éric Thomas : Abraracourcix
- Dorothée Jemma : Bonemine
- Eduardo Gomez : Cétautomatix
- Tony Gaultier : Ordralfabétix
- Bernard Lopez : un Gaulois
- Francis Lalanne : Francix Lalanix, spectateur
- Vernon Dobtcheff : un druide

### Romains
- Benoît Poelvoorde : Brutus
- Alain Delon : Jules César
- Alexandre Astier : Mordicus
- Michael Herbig : Pasunmotdeplus
- Santiago Segura : Docteurmabus
- José Garcia : Couverdepus
- Jérôme Le Banner : Claudius Cornedurus
- Nathan Jones : Humungus
- Mouloud Achour : Mouloudus
- Mustapha El Atrassi : un soldat romain
- Frédéric Forestier : légionnaire romain du site
- Jean-Pierre Castaldi : Caius Bonus, garde du Palais de César

### Grecs
- Vanessa Hessler : Princesse Irina
- Bouli Lanners : Roi Samagas
- Élie Semoun : Oméga, jury
- Luca Bizzarri : Alpha, jury
- Paolo Kessisoglu : Beta, jury
- Arsène Mosca : secrétaire du roi
- Delphine Depardieu : servante d'Irina
- Farid Khider : lanceur de javelot grec
- Jean-Christophe Barc : grec qui chante dans l'arène

### Égyptiens
- Rachid Bouchareb : athlète égyptien
- Jamel Debbouze : Numérobis
- Zinédine Zidane : Numérodis

### Germains
- Michael Schumacher : Schumix
- Jean Todt : le patron de Schumix

### Autres
- Mónica Cruz : Esmeralda
- Tony Parker : Tonus Parker
- Amélie Mauresmo : Amélix
- Patrice Thibaud : l'entraîneur
- Vincent Moscato : le lutteur Goth
- Stéphane De Groodt : le druide Numéric
- Dany Brillant : le goûteur de miroir
- Pierre Tchernia : le narrateur (voix)

Sources : Allociné et sur le site officiel Astérix.com

## Production

### Naissance du projet
Après les succès de Astérix et Obélix contre César de Claude Zidi (1999) et Mission Cléopâtre d'Alain Chabat (2002), ce film est le troisième volet de l'adaptation cinématographique avec acteurs d'Astérix. Le réalisateur devait être Gérard Jugnot et devait adapter l'album Astérix en Hispanie. Christian Clavier voulant faire des rôles plus sérieux (comme dans les téléfilms Les Misérables ou Napoléon), il refusa d'abord de reprendre le rôle d'Astérix. Lorànt Deutsch et José Garcia étaient donc pressentis pour le remplacer, avant qu'il ne revienne finalement sur sa décision. Gérard Jugnot, en tant que membre du Splendid, décida de réunir une nouvelle fois toute l'équipe pour l'événement : Michel Blanc (dans le rôle de Jules César), Thierry Lhermitte, ou encore Josiane Balasko.
Ce projet n'aboutit finalement pas en raison du refus catégorique d'Albert Uderzo. Gérard Jugnot, ayant travaillé sur le développement avec Claude Berri pendant huit mois et ayant réussi à réunir le Splendid pour l'occasion, s'est dit « ni aigri, ni frustré » du refus d'Albert Uderzo à la presse, mais « simplement déçu », étant un fan du petit Gaulois. Le tournage d'Astérix et Obélix en Hispanie devait commencer début 2004 pour une sortie en 2005. Le film aurait prétendument pu faire de la concurrence pour le trente-troisième album B.D. d'Astérix paru le 14 octobre 2005 : Le ciel lui tombe sur la tête, et Astérix et les Vikings (sortie le 12 avril 2006), la huitième adaptation de la B.D. en dessin animé. Le Splendid s'est réuni à la place pour Les Bronzés 3 : Amis pour la vie, sorti le 1er février 2006.
Mais en septembre 2003, Albert Uderzo aurait dit ne pas être contre un troisième film, mais qu'il fallait encore attendre un peu. Des rumeurs coururent également sur le fait que Gérard Jugnot aurait préparé un autre scénario pour Astérix et Obélix 3 qui plairait plus volontiers à Albert Uderzo. Gérard Depardieu a confirmé en octobre 2003 que le troisième opus allait bien se faire, mais qu'il ne s'agirait plus d'Astérix et Obélix en Hispanie : « Ils me voient toujours en Obélix, explique Gérard Depardieu. Je ne pense pas que ce soit à partir du scénario recalé de Gérard Jugnot, mais je leur ai donné mon accord ». Claude Berri, avec qui Albert Uderzo a eu un différend, ne sera plus producteur pour laisser la place à Albert Uderzo lui-même. Le 5 décembre 2004, La Semaine du cinéma de Laurent Weil sur Canal+ a diffusé que le producteur associé de la trilogie, Thomas Langmann, aurait déclaré que le troisième volet avec acteurs sera Astérix et Obélix aux Jeux olympiques, tiré de la B.D. Astérix aux Jeux olympiques et que José Garcia remplacerait Christian Clavier dans le rôle d'Astérix alors que Gérard Depardieu garderait son rôle original.
Le réalisateur est Frédéric Forestier. Dans les nouvelles du Festival de Cannes en mai 2005, des rumeurs coururent que le film serait finalement une adaptation d'Astérix légionnaire (démenti par la suite) et que Benoît Poelvoorde y participerait. L'AFP a confirmé le 8 juin 2005 l'intégralité des rumeurs sur Astérix et Obélix aux Jeux olympiques de Frédéric Forestier : la distribution comprendra bien Gérard Depardieu (toujours en Obélix), Alain Delon (en Jules César, remplaçant ainsi Gottfried John et Alain Chabat), Dany Boon (en Tullius Mordicus), Aishwarya Rai (Miss Monde 1994), et Benoît Poelvoorde (en Brutus, qui dans le film semble être le fils de César) ; ainsi que quelques dates-clés annoncées (production : janvier 2006 / tournage : 19 juin 2006 au Maroc, en Tunisie, en France, et en Espagne / date de sortie au cinéma : janvier 2008). Aucune information sur l'acteur incarnant Astérix si ce n'est que Christian Clavier n'a rien signé et que les rumeurs cannoises annonçaient à nouveau José Garcia. Le film disposera d'un budget de 78 millions d'euros soit vingt de plus que Mission Cléopâtre, ce qui représente le second plus gros budget cinématographique français de tous les temps. Sim reprendra son rôle d'Âgecanonix alors qu'Arielle Dombasle sera remplacée par Adriana Karembeu dans le rôle de sa femme d'après le bulletin de nouvelles des Éditions Albert-René. Le scénario sera d'Olivier Dazat, et Clovis Cornillac a été annoncé de manière définitive et officielle comme étant le remplaçant de Christian Clavier dans le rôle d'Astérix en octobre 2005, José Garcia incarnant finalement le décurion Marcus Sacapus. Le footballeur Zinédine Zidane ainsi que le septuple champion de F1 Michael Schumacher seront également présents à la distribution dans des rôles d'athlètes, aux côtés de Santiago Segura et Vanessa Hessler dans le rôle de la princesse grecque Irina.
Annoncé initialement pour Noël 2007, la date de sortie du film a été ensuite repoussée au 30 janvier 2008 (soit, pour l'anecdote, six ans jour pour jour après la sortie de Mission Cléopâtre).

### Budget et cachets
Avec un budget de 78 millions d'euros, Astérix aux Jeux olympiques est à l'époque le film le plus cher de l'histoire du cinéma français : 
- 32 millions d'euros pour les moyens techniques ;
- 10 millions d'euros pour les cachets des acteurs[21] ;
- 8 millions pour les costumes[22].

20 millions d'euros ont été dépensés pour la campagne promotionnelle uniquement et 10 millions pour le cachet des nombreux acteurs, sportifs, chanteurs, etc. apparaissant à l'écran. Tous ces investissements ont fait d'Astérix aux Jeux olympiques le film le plus attendu de 2008 pour de nombreux magazines mais lui ont aussi valu de nombreuses critiques le décrivant comme le premier film bling-bling de l'histoire du cinéma français.
Uderzo et la famille de Goscinny touchent 3 millions d'euros et 10 % des recettes du film en tant que créateurs des personnages. Le producteur Thomas Langmann a perçu 500 000 euros de revenus et touchera une prime de 300 000 euros supplémentaires si le film dépasse les 11 millions de spectateurs. Le scénariste Olivier Dazat touchera 380 000 euros dès que le film passera les 9 millions de spectateurs. Le réalisateur Frédéric Forestier a touché 360 000 euros et touchera 126 900 euros supplémentaires à partir de dix millions d'entrées. Le cachet de Gérard Depardieu est d'1,4 million d'euros. Celui d'Alain Delon atteint 1,2 million d'euros et il touchera une prime si le film fait plus de 10 millions d'entrées.

### Choix des interprètes

#### Changement d'acteurs
Quelques acteurs reprennent les rôles qu'ils avaient déjà tenus dans les précédents films live adaptant les aventures d'Astérix : Gérard Depardieu (Obélix), Sim (Agecanonix, déjà dans le premier film) et Jamel Debbouze (Numerobis, déjà dans le deuxième). D'autre part, Jean-Pierre Castaldi reprend un rôle similaire à celui de Caïus Bonus dans le premier film mais porte ici le nom de Castaldus au générique.
En revanche, plusieurs personnages changent d'interprète :
- Clovis Cornillac remplace Christian Clavier qui avait incarné Astérix dans les deux films précédents ;
- après Claude Piéplu puis Claude Rich, c'est au tour de Jean-Pierre Cassel d'incarner Panoramix, ce qui est finalement son dernier rôle puisqu'il meurt en 2007, avant la sortie du film ;
- Alain Delon succède à Gottfried John et Alain Chabat pour Jules César ;
- Éric Thomas succède à Michel Galabru pour Abraracourcix (le personnage n'apparaissant pas dans le second film) ;
- Assurancetourix, interprété par Pierre Palmade dans le premier volet, revient à Franck Dubosc ;
- Adriana Karembeu incarne Madame Agecanonix, que jouait Arielle Dombasle dans le premier film ;
- Jean-Jacques Devaux, qui jouait Ordralfabétix dans le premier, cède son personnage à Tony Gaultier ;
- Benoît Poelvoorde interprète Brutus, qui avait auparavant été joué par Didier Cauchy puis Victor Loukianenko.

#### Célébrités
De nombreuses célébrités ont fait une courte apparition dans le film pour jouer leur propre rôle : Michael Schumacher, Jean Todt, Zinédine Zidane, Tony Parker ou Amélie Mauresmo. Le rôle de l'athlète romain Claudius Cornedurus (Gluteus Maximus), interprété par Jérôme Le Banner, devait initialement revenir à Jean-Claude Van Damme.
Jean Todt est, avec Michael Schumacher, membre fondateur de l'Institut du cerveau et de moelle épinière. C'est au profit de cette organisation (tous les sportifs apparaissant dans ce film le font au profit d'organisations caritatives) que Schumacher et Todt font une apparition dans le film : le pilote y incarne le rôle de Schumix, conducteur de char, et porte sur son costume des badges « ICM ».

### Tournage
Astérix aux Jeux olympiques a été presque intégralement tourné dans le complexe cinématographique de la Ciudad de la Luz (le plus grand d'Europe), près d'Alicante (sud-est de l'Espagne) de juin à octobre 2006, pour un coût d'environ 32 millions d'euros. Ce site a été choisi parmi plusieurs en Europe et en Afrique du Nord notamment en raison de la situation climatique et des vastes installations neuves déjà existantes permettant d'accueillir les décors de grandes tailles, comme le stade olympique[réf. à confirmer] d'une longueur de 300 m et ayant nécessité plus de 450 personnes. Afin de décider les producteurs à choisir l'Espagne par rapport au Maroc, la région de Valence a versé plus de 5 millions d'euros à la production qui a fait appel à des techniciens français ou madrilènes.
Quelques scènes, notamment celles du village gaulois, ont été tournées dans la forêt de Fontainebleau[réf. à confirmer].

#### Anecdotes
Mónica Cruz tourne des scènes mais est coupée au montage.
Il y a aussi les caprices de certains acteurs : Depardieu désire un buffet permanent, certains veulent un hôtel plus luxueux et voyager en première classe ou en jet privé.
Benoit Poelvoorde n'en gardera pas un bon souvenir, il s'ennuiera et regrettera d'y être allé.
Après la diffusion du film, une enquête judiciaire est ouverte. Des prostituées d'Europe de l'Est étaient présentes sur le tournage. Le réalisateur sera interrogé par la justice.

### Promotion
Le budget promotion d'Astérix aux Jeux olympiques est estimé à environ 20 millions d'euros et les méthodes utilisées ont été largement inspirées du marketing des films américains. La production va même faire une fausse chaîne-tv : Ave TV, la télé de l'Empire et réalisera des sketchs pour faire la promotion du film. La campagne publicitaire a débuté quatre mois avant la sortie officielle du film et plus de 15 000 affiches ont été utilisées en France. Le film est sorti partout le même jour afin de minimiser les risques de piratages. Plus de 1 000 copies ont été distribuées en France et plus de 6 000 en Europe. Lors de sa sortie en salles, le film bénéficiera d'une promotion énorme pour attirer le public : tous les Talk-shows et émissions importantes de la télévision seront investis, avec aussi des interventions dans les journaux télévisés (dont ceux de 20 h), la presse écrite elle aussi ne sera pas en reste, avec de nombreux articles consacrés au film, de sortes que à la sortie du film, rares étaient les personnes qui ignoraient l'existence, et la sortie de ce film.

### Bande originale
La bande originale du film est composée par Frédéric Talgorn.
- Daylight de Kelly Rowland featuring Travis McCoy.
- Dollaly du DJ Hakimakli[41]
- Astérix Funk (Funk Machine) de DJ Abdel featuring Loïs Andréa & Big Ali
- All We Need de DJ Abdel featuring Loïs Andréa & Big Ali[42].
- Supernatural d'Eight[43].
- Besoin de rien, envie de toi.

Par Frédéric Talgorn :
- Générique début
- Astérix et Obélix
- Mais nous sommes romains
- En route vers Olympie
- Les juges
- Dr. Mabus
- Bain mousse-la Palestre
- Entraînement d'Alafolix
- Scène du balcon
- Ouverture des jeux et parade
- Congrès de druides
- Test du coléoptère
- Course de relais.
- Lancer de disque - Alafolix et Humungus
- Brutus se dope et se dégonfle
- Préparatifs de la course de chars 1
- Préparatifs de la course de chars 2
- La galère
- Couronnement et banquet final
- La course de chars

## Accueil

### Accueil critique
Le film reçoit le plus mauvais accueil critique de la série des Astérix et, même s'il réunit plus de 3 millions de spectateurs lors de sa première semaine de sortie, l'ensemble des critiques de la presse et des spectateurs est majoritairement négative. Cependant, la critique cinématographique saluera la performance d'Alain Delon, qui était dans le registre de la comédie, ce qui le changeait de ses rôles habituels de gangsters ou de policiers.
En France, le site Allociné propose une note moyenne de 1,9⁄5 à partir de l'interprétation de critiques provenant de 22 titres de presse.
Dès sa sortie, le film est quasi unanimement jugé indigent et peu drôle par la presse française et francophone. Les divers critiques soulignent le manque d'humour et le manque de rythme comparé au précédent opus. Malgré les chiffres d'exploitation, les divers sites reçoivent principalement des critiques négatives.
Albert Uderzo déclare au Figaro le 25 janvier 2008 : « Je trouve évidemment que c'est un bon film, qui va plaire au public. » et pense de Clovis Cornillac « (…) qu'il joue un Astérix très vif ».
Astérix aux Jeux olympiques est qualifié par plusieurs critiques de « film bling-bling »,,,, notamment en raison du fait que les promoteurs font du budget du film un des principaux arguments commerciaux et en raison du défilé de « milliardaires du sport ». Récemment tiré du rap américain, le terme « bling-bling » est alors au goût du jour, depuis que le nouveau président Nicolas Sarkozy en est affublé par la presse,,.
Éric Libiot, de L'Express, dénonce « une entreprise commerciale qui agite son argent pour cacher la vacuité du scénario, l'absence d'ambition artistique et le mépris avec lequel elle traite le spectateur, réduit à un ticket d'entrée ». Et d'affirmer : « Je persiste et signe : Astérix aux Jeux olympiques est nul. Le cinéma s'en remettra. La culture du navet aussi ».
Jacques Morice de Télérama note : « Astérix aux Jeux olympiques se révèle un spectacle assez médiocre. En tout cas nettement moins désopilant et vif que le deuxième opus, Mission : Cléopâtre, signé Chabat, de très loin le meilleur de la série. » Le journaliste termine son texte en dénonçant une « vision passéiste de la famille, produit d'un populisme écrasant, propre à TF1 ».
Le magazine Première qualifie la prestation de Jamel Debbouze comme « lourde et inutile et qui discrédite à elle seule le film ».
À la suite de toutes ces critiques négatives, Thomas Langmann a souhaité se confronter aux critiques (Carlos Gomez, Pierre Vavasseur, Éric Liebot et Daniel Bernard) dans l'émission Ce soir (ou jamais !) du 11 février 2008.
Le film a décroché, en 2008, le Gérard du cinéma du « plus mauvais film de l'histoire du cinéma en 2007 », et ce alors qu'il est sorti en 2008.

### Box-office

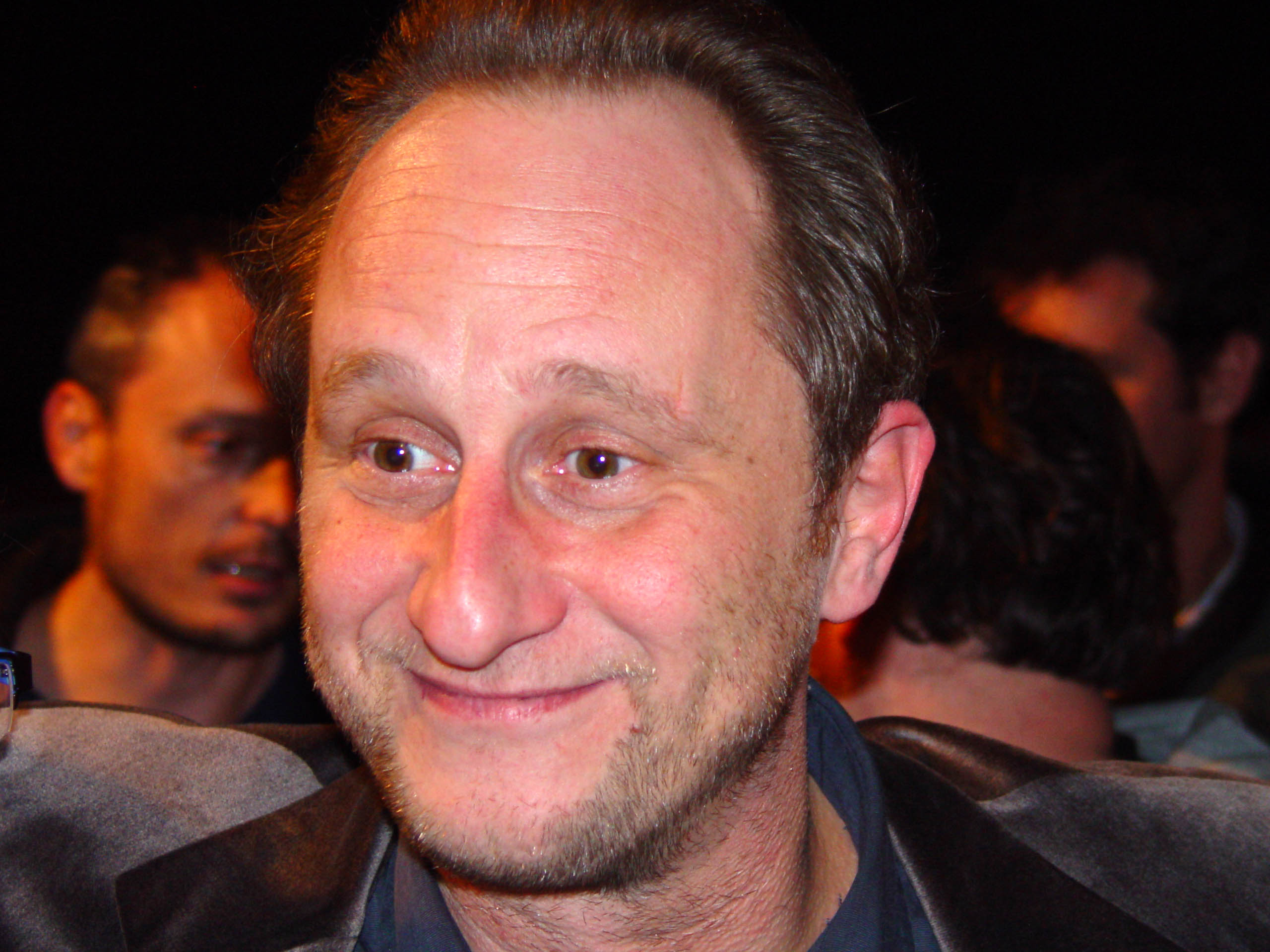
Benoît Poelvoorde en janvier 2008, à une avant-première du film.

Astérix aux Jeux olympiques est la troisième adaptation cinématographique de l'œuvre de Goscinny et Uderzo. Les deux premiers opus, Astérix et Obélix contre César et Astérix & Obélix : Mission Cléopâtre, ont été vus par 24,8 millions de personnes chacun, dont respectivement 8,9 et 14,6 millions en France. Afin d'amortir ses frais, Thomas Langmann a annoncé que le film devait faire plus de 11 millions d'entrées en France uniquement et au moins 12 millions à l'étranger. Finalement il fera 6,8 millions d'entrées en France et 9,4 millions d'entrées hors de France, pour un total mondial de 16,2 millions d'entrées.
Avec un humour et des gags plus facilement exportables, moins de références franco-françaises et de nombreuses stars européennes, le démarrage du film est, en France, largement inférieur à celui du précédent épisode mais supérieur dans le reste de l'Europe. Le film attire plus de 460 000 spectateurs durant le premier jour d'exploitation en France, soit environ 170 000 de moins que Astérix & Obélix : Mission Cléopâtre et près de la moitié moins que Spider-Man 3, film ayant eu le meilleur premier jour d'exploitation. En une semaine d'exploitation, le film a été vu par un peu plus de 3 millions de personnes en France contre presque 3 700 000 pour le second et un peu plus de 2 700 000 pour le premier. Au niveau européen, le film a été vu par 4 829 727 personnes, ce qui est un chiffre supérieur à celui des deux premiers épisodes, vus respectivement par 3 595 250 et 4 335 315 en une semaine en Europe. La fréquentation baisse cependant très rapidement et après huit semaines d'exploitation, le film totalise 6 767 432 entrées, loin des 14 559 509 entrées du précédent opus.
En cinq semaines d'exploitation, et malgré les plus de dix millions de spectateurs attendus, moins de 7 millions de personnes sont allées voir le film en France qui a occupé pendant trois semaines la première place du box-office avant de se faire largement surpasser contre toute attente par Bienvenue chez les Ch'tis. Astérix aux Jeux olympiques s'est également classé à la première place en Espagne et à la deuxième place en Italie.

## Distinctions
Entre 2008 et 2009, Astérix aux Jeux olympiques a été sélectionné 11 fois dans diverses catégories et a remporté 5 récompenses.

### Récompenses
- Gérard du cinéma 2008 :
  - Gérard de la compromission alimentaire pour Alexandre Astier,
  - Gérard du désespoir masculin pour Franck Dubosc,
  - Gérard du plus mauvais film de l'histoire du cinéma en 2007.
- Forum International Cinéma et Littérature 2008 :   
  - Prix du Meilleur Producteur d'une Adaptation Littéraire de Cinéma pour Thomas Langmann.
- Trophées du Film français 2009 : Trophée Spécial.

### Nominations
- Gérard du cinéma 2008 :
  - Gérard de l'ersatz pour Élie Semoun,
  - Gérard du plus mauvais animal dans un rôle d'animal pour Idéfix,
  - Gérard du désespoir masculin pour Élie Semoun.
- Brutus du cinéma 2009 :
  - Meilleur film pour Thomas Langmann et Frédéric Forestier,
  - Révélation de l'année pour Michael Schumacher,
  - Meilleure prestation technique.

## Commentaires
Si les Jeux olympiques modernes sont régulièrement abordés par des fictions ou documentaires pour la télévision ou le cinéma, Astérix aux Jeux olympiques est un cas unique de long métrage mettant en scène les Jeux olympiques antiques.